# نجمة على الجبل
النجم على الجبل هو معلم على شكل نجمة من صنع الإنسان تقع على جبال فرانكلين في إل باسو، تكساس ، والذي تضاء النجم على الجبل هو معلم على شكل نجمة من صنع الإنسان يقع على جبال فرانكلين في إل باسو، تكساس، والذي تضيئه غرفة تجارة إلباسو ليلاً.. تمت إضاءته لأول مرة كزينة لعيد الميلاد في عام 1940 وكان المقصود منه تذكير الناس على جانب الحدود القريبة بين المكسيك والولايات المتحدة بأن أمريكا كانت في سلام خلال موسم العطلات. و تمت مقارنتها أيضًا بـ نجم رونوكالمماثل في فيرجينيا .